# La Valletta Brianza
La Valletta Brianza är en kommun i provinsen Lecco i regionen Lombardiet i Italien. Kommunen hade 4 716 invånare (2018).
Kommunen La Valletta Brianza bildades den 30 januari 2015 genom en sammanslagning av de tidigare kommunerna Perego och Rovagnate.